# 유럽의 인구
유럽의 인구는 20세기에 들어서면서 이미 6억을 넘어섰다. 근대로부터 1960년대에 이르기까지는 세계인구의 1/4를 차지하였으나, 이후 유럽의 출생률 둔화와 제3세계의 폭발적 인구 증가로 인해 현재에는 1/7 수준으로 떨어졌다. 이런 추세가 지속된다면 2050년때 유럽의 인구는 세계인구의 1/12 수준으로 떨어질 것이라고 한다. 2022년 1월 기준 유럽의 인구는 7억 4600만이다.

2017년 유럽 연합(EU) 및 유럽 자유 무역 연합(EFTA)의 소속 및 후보 국가들의 인구 밀도를 지도.

2009년 유럽 및 중동 지역 국가들의 인구 성장률.

## 인구학적 동향
유럽의 인구는 1950년 5.5억 명으로 전 세계 인구의 20% 정도를 차지하였다. 이후에도 총인구규모는 꾸준히 증가하였으나, 1990년대 초반 이후 이러한 증가세가 완만하게 변화하여 2015년 기준 총인구는 7.4억 명 수준으로 전 세계 인구의 약 10%를 차지하고 있다. 2015년 유엔에 의하면, 2010-15년 기준 전 세계의 인구증가율은 1.18%인 반면, 유럽의 인구증가율은 0.08%로 낮은 수준이다. 여기에 더해 이미 북유럽과 서유럽의 경우 1990년대 초 이후 감소가 시작되었으며, 남유럽의 인구도 최근 들어 미약하나마 감소세를 보이고 있다.
유럽의 인구변천은 제2차 세계대전의 종전과 함께 끝났다고 할 수 있다. 유럽의 인구성장률은 1960년대 초반까지는 0.9% 수준에 머물렀지만 그 후 계속 감소하여 2010-15년 기준으로 0.08%로 나타난다. 동유럽의 경우 1990-95년 그리고 남유럽의 경우 2010-15년의 기간부터 인구가 마이너스 성장을 보이고 있다. 반대로 북유럽의 경우에는 1960-80년대 기간에는 인구성장률이 점차 감소하였으나, 이후 다시 증가하는 추이를 보이고 있다. 평균수명의 연장으로 유럽의 인구는 점점 고령화되어 가고 있다. 유럽의 인구고령화 추이 수준은 1950년 8%였으나 1995년 13.9%로 고령사회에 진입하였으며, 2015년에는 17.6%로 나타난다.
|         | 1950- 1955 | 1955- 1960 | 1960- 1965 | 1965- 1970 | 1970- 1975 | 1975- 1980 | 1980- 1985 | 1985- 1990 | 1990- 1995 | 1995- 2000 | 2000- 2005 | 2005- 2010 | 2010- 2015 |
| ------- | ---------- | ---------- | ---------- | ---------- | ---------- | ---------- | ---------- | ---------- | ---------- | ---------- | ---------- | ---------- | ---------- |
| 전 세계 | 1.77       | 1.80       | 1.92       | 2.06       | 1.96       | 1.78       | 1.78       | 1.80       | 1.54       | 1.32       | 1.24       | 1.22       | 1.18       |
| 유럽    | 0.98       | 0.98       | 0.95       | 0.68       | 0.60       | 0.48       | 0.40       | 0.37       | 0.19       | -0.04      | 0.07       | 0.17       | 0.08       |
| 동유럽  | 1.48       | 1.35       | 1.04       | 0.68       | 0.66       | 0.65       | 0.58       | 0.41       | -0.03      | -0.38      | -0.42      | -0.20      | -0.11      |
| 북유럽  | 0.38       | 0.56       | 0.73       | 0.57       | 0.38       | 0.20       | 0.18       | 0.31       | 0.24       | 0.27       | 0.39       | 0.70       | 0.53       |
| 남유럽  | 0.86       | 0.78       | 0.85       | 0.74       | 0.87       | 0.77       | 0.47       | 0.23       | 0.10       | 0.13       | 0.64       | 0.48       | -0.13      |
| 서유럽  | 0.61       | 0.76       | 1.00       | 0.71       | 0.42       | 0.12       | 0.15       | 0.44       | 0.59       | 0.25       | 0.26       | 0.24       | 0.32       |

유럽 내에서도 남유럽의 인구고령화가 매우 빠른 속도로 진행되고 있다(2015년 기준 20.1%). 남유럽의 경우 평균수명은 상승하나 출산율이 다른 유럽 지역에 비해 낮아 인구고령화가 상대 유럽 지역에서도 나타나고 있다. 한편, 동유럽의 경우에는 인구고령화 정도가 상대적으로 낮은데, 2015년 기준으로 14.7%로 나타난다.

2018년 유럽의 국가별 65세 이상 인구구성비(%). 출처는 Eurostat.

유럽의 경우 출산율 감소로 유소년부양비는 감소하는 반면, 인구고령화로 노년부양비는 빠르게 증가하고 있다. 특히 남유럽국가에서 노년부양비의 증가 속도가 빠르게 나타난다.

### 출산력과 사망력
20세기 유럽의 인구 변동은 크게 세 기간으로 구분될 수 있다. 첫 번째 기간은 전통적 인구변천이 일어난 1960년대 중반까지이며, 이 기간에는 보편혼과 만혼을 특징으로 하는 유럽 전통적 가족문화 내에서 출산력이 저하하였다. 두 번째 기간은 1960년대 중반에서 1980년대 말까지로 전통적 인구변천 모델이 도전받았던 시기이다. 이혼의 절차가 간소화되면서 이혼이 쉬워지고 또 낙태와 피임이 법적으로 허용됨에 따라 인구학적 행위들에 변동이 일어남으로써 새로운 인구모델이 요구되었다. 마지막 세 번째 기간은 1980년대 말부터 현재에 이르는 기간으로 제2차 인구변천이 일어나는 시기이다. 이러한 변동들은 근본적으로 사망률 저하와 더불어 일어났고, 이러한 추세는 가족구조와 세대 간 관계에 커다란 영향을미쳤다. 이 글에서는 세 번째 단계에 초점을 맞춘다.
많은 유럽 국가들에서 1990년대 중반까지 합계출산율이 빠른 속도로 감소하다 2000년대 들어 다시 상승하는 추이를 보이고 있다. 최근을 기준으로 출산율은 북유럽과 서유럽에서 상대적으로 높게 나타나는데, 아이슬란드, 아일랜드, 스웨덴, 영국, 프랑스 등 일부 국가에서는 1.8 이상으로 인구대체수준에 가깝게 나타난다. 한편, 동유럽과 남유럽의 경우 일부 국가에서는 출산율이 1.2수준까지 감소하였으며, 장기간 1.5미만에서 유지되고 있다. 요컨대 북유럽과 서유럽 국가들의 경우 출산율이 점차 회복되고 있는 경향을 보이고 있으나, 동유럽과 남유럽의 경우에는 많은 국가들이 일정 수준 이하에서 고착화되고 있음을 알 수 있다.
유럽국가의 출산율 상승에는 혼외출산에 대한 높은 사회적 수용성도 어느 정도 기여하는 것으로 알려져 있다. 많은 유럽 국가들에서 혼외출산율이 절반에 가까운 수준으로 나타난다. 지역별로 나누어 살펴보면 출산율이 상대적으로 높게 나타났던 북유럽과 서유럽에서 혼외출산율이 높고, 남유럽과 동유럽의 경우에는 상대적으로 혼외출산 비율이 낮게 나타나는 경향이 있다.
유럽 국가의 조혼인율은 대체적으로 3-5수준으로 한국에 비해 낮은 수준이다. 이는 두 가지를 의미한다. 우선 법률혼에 따른 차별이 없어 가족 형성에 있어 혼인이 중요한 영향요인이 되지 않는다는 것이다. 앞서 살펴보았듯이 출산율과 혼외출산율 모두가 상대적으로 높은 서유럽, 북유럽 국가들이 여기에 해당된다. 다른 한편으로는 법률혼 내에서의 출산만을 인정하고 혼외출산에 대해서는 상대적으로 터부시하는 사회문화가 있는 국가들의 경우에는 출산율, 혼외출산율, 조혼인율 모두 상대적으로 낮다. 여기에는 주로 남유럽 국가인 그리스, 이탈리아 등이 해당된다.
유럽의 조사망률은 1950-55년 11.2에서 2010-15년 11.1로 큰 변화가 없는 것으로 나타난다. 그러나 구체적으로 살펴보면 대체적으로 동유럽을 제외하고는 조사망률이 낮아진 것으로 나타난다. 북유럽의 경우 동 기간 조사망률은 11.3에서 9.4로, 남유럽의 경우 10.8에서 9.7로 그리고 서유럽의 경우 11.5에서 9.7로 감소하였음을 알 수 있다. 영아사망률은 매우 개선되어 일부 국가를 제외하고는 10 미만으로 낮게 나타난다.

### 인구이동
국제순이동률을 살펴보면 과거에는 마이너스 즉, 인구유입보다 인구 유출이 더 많았던 것으로 나타나나, 1970년대 이후에는 빠져나가는 인구보다 유입되는 인구가 더 많은 것으로 나타난다. 이와 같은 순이동의 영향으로 유럽의 경우 출산율 감소에도 불구하고 인구가 감소하지 않고 있다.
권역별로 나누어 살펴보면 북유럽과 서유럽의 경우 국제순이동율이 2-3수준으로 나타나고 있다. 반면, 동유럽의 경우 순이동률은 마이너스를 보이거나 또는 1 미만에서 유지되고 있다. 남유럽의 경우에도 일부 연도를 제외하고는 순이동률이 마이너스로 나타나, 국내로 유입되는 인구보다 빠져나가는 인구가 더 많음을 알 수 있다.

## 역사적 통계
2007년 Maddison의 예측에 따르면, 유럽(중앙 아시아, 구소련 국가들 포함)의 역사적 인구는 다음과 같다. 백만 명 단위:
| 연도     | 인구 (전 세계 인구의 %) |
| -------- | ----------------------- |
| 기원후 1 | 34 (15%)                |
| 1000     | 40 (15%)                |
| 1500     | 78 (18%)                |
| 1600     | 112 (20%)               |
| 1700     | 127 (21%)               |
| 1820     | 224 (21%)               |
| 1913     | 498 (28%)               |
| 2000     | 742 (13%)               |

### 기원후 1–2020년 유럽 및 구소련 국가들의 역사적 인구
출처: Maddison 등 기타 (그로닝겐 대학)
| 국가/지역      | 1      | 1000   | 1500   | 1600   | 1700   | 1820    | 1870    | 1913    | 1950    | 1973    | 1998    | 2020    |
| -------------- | ------ | ------ | ------ | ------ | ------ | ------- | ------- | ------- | ------- | ------- | ------- | ------- |
| 오스트리아     | 500    | 700    | 2000   | 2500   | 2500   | 3369    | 4520    | 6767    | 6935    | 7586    | 8078    | 8901    |
| 벨기에         | 300    | 400    | 1400   | 1600   | 2000   | 3424    | 5096    | 7666    | 8640    | 9738    | 10197   | 11493   |
| 덴마크         | 180    | 360    | 600    | 650    | 700    | 1155    | 1888    | 2983    | 4269    | 5022    | 5303    | 5823    |
| 핀란드         | 20     | 40     | 300    | 400    | 400    | 1169    | 1754    | 3027    | 4009    | 4666    | 5153    | 5536    |
| 프랑스         | 5000   | 6500   | 15000  | 18500  | 21471  | 31246   | 38440   | 41463   | 41836   | 52118   | 58805   | 67287   |
| 독일           | 3000   | 3500   | 12000  | 16000  | 15000  | 24905   | 39231   | 65058   | 68371   | 78956   | 82029   | 83191   |
| 이탈리아       | 7000   | 5000   | 10500  | 13100  | 13300  | 20176   | 27888   | 37248   | 47105   | 54751   | 57592   | 59258   |
| 네덜란드       | 200    | 300    | 950    | 1500   | 1900   | 2355    | 3615    | 6164    | 10114   | 13438   | 15700   | 17425   |
| 노르웨이       | 100    | 200    | 300    | 400    | 500    | 970     | 1735    | 2447    | 3265    | 3961    | 4432    | 5368    |
| 스웨덴         | 200    | 400    | 550    | 760    | 1260   | 2585    | 4164    | 5621    | 7015    | 8137    | 8851    | 10379   |
| 스위스         | 300    | 300    | 650    | 1000   | 1200   | 1829    | 2664    | 3864    | 4694    | 6441    | 7130    | 8667    |
| 영국           | 800    | 2000   | 3942   | 6170   | 8565   | 21226   | 31393   | 45649   | 50363   | 56223   | 59237   | 67886   |
| 포르투갈       | 500    | 600    | 1000   | 1100   | 2000   | 3297    | 4353    | 6004    | 8512    | 8634    | 9968    | 10305   |
| 스페인         | 4500   | 4000   | 6800   | 8240   | 8770   | 12203   | 16201   | 20263   | 27868   | 34810   | 39371   | 47431   |
| 그리스         | 2000   | 1000   | 1000   | 1500   | 1500   | 2312    |         |         | 7554    | 8929    | 10835   | 10689   |
| 소규모 13개국  | 100    | 113    | 276    | 358    | 394    | 657     |         |         |         |         |         |         |
| 서유럽         | 24700  | 25413  | 57268  | 73778  | 81460  | 132888  | 187532  | 261007  | 305060  | 358390  | 388399  |         |
| 알바니아       | 200    | 200    | 200    | 200    | 300    | 437     |         |         | 1215    | 2296    | 3108    | 2878    |
| 불가리아       | 500    | 800    | 800    | 1250   | 1250   | 2187    |         | 4200    | 7251    | 8621    | 8257    | 6917    |
| 체코슬로바키아 | 1000   | 1250   | 3000   | 4500   | 4500   | 7190    |         |         | 12393   | 14563   | 15686   | 16366   |
| − 체코 공화국  |        |        |        |        |        |         |         |         | 10221   | 8930    | 10295   | 10702   |
| - 슬로바키아   |        |        |        |        |        |         |         |         | 3463    | 4642    | 5391    | 5460    |
| 헝가리         | 300    | 500    | 1250   | 1250   | 1500   | 4571    |         |         | 9338    | 10432   | 10237   | 9770    |
| 폴란드         | 450    | 1200   | 4000   | 5000   | 6000   | 10426   |         |         | 25753   | 33363   | 38666   | 38268   |
| 루마니아       | 800    | 800    | 2000   | 2000   | 2500   | 6389    |         | 7360    | 16311   | 20828   | 22503   | 19266   |
| 유고슬라비아   | 1500   | 1750   | 2250   | 2750   | 2750   | 5215    |         |         | 16578   | 21088   |         |         |
| 동유럽         | 4750   | 6500   | 13500  | 16950  | 18800  | 36415   | 52182   | 79604   | 87289   | 110490  | 121006  |         |
| 구소련 국가    | 3900   | 7100   | 16950  | 20700  | 26550  | 54765   | 88672   | 156192  | 180050  | 249748  | 290866  |         |
| - 러시아       |        |        |        |        |        |         |         |         | 102833  | 132434  | 147671  | 146171  |
| - 우크라이나   |        |        |        |        |        |         |         | 31142   | 36905   | 48274   | 50370   | 41902   |
| 전 세계        | 230820 | 268273 | 437818 | 555828 | 603410 | 1041092 | 1270014 | 1791020 | 2524531 | 3913482 | 5907680 | 7800000 |

| 국가/지역  | 1     | 1000  | 1500  | 1600  | 1700  | 1820  | 1870  | 1913  | 1950  | 1973  | 1998  | 2018  |
| ---------- | ----- | ----- | ----- | ----- | ----- | ----- | ----- | ----- | ----- | ----- | ----- | ----- |
| 오스트리아 | 0.2   | 0.3   | 0.5   | 0.4   | 0.4   | 0.3   | 0.4   | 0.4   | 0.3   | 0.2   | 0.1   |       |
| 벨기에     | 0.1   | 0.1   | 0.3   | 0.3   | 0.3   | 0.3   | 0.4   | 0.4   | 0.3   | 0.2   | 0.2   |       |
| 덴마크     | 0.1   | 0.1   | 0.1   | 0.1   | 0.1   | 0.1   | 0.1   | 0.2   | 0.2   | 0.1   | 0.1   |       |
| 핀란드     | 0.0   | 0.0   | 0.1   | 0.1   | 0.1   | 0.1   | 0.1   | 0.2   | 0.2   | 0.1   | 0.1   |       |
| 프랑스     | 2.2   | 2.4   | 3.4   | 3.3   | 3.6   | 3.0   | 3.0   | 2.3   | 1.7   | 1.3   | 1.0   |       |
| 독일       | 1.3   | 1.3   | 2.7   | 2.9   | 2.5   | 2.4   | 3.1   | 3.6   | 2.7   | 2.0   | 1.4   |       |
| 이탈리아   | 3.0   | 1.9   | 2.4   | 2.4   | 2.2   | 1.9   | 2.2   | 2.1   | 1.9   | 1.4   | 1.0   |       |
| 네덜란드   | 0.1   | 0.1   | 0.2   | 0.3   | 0.3   | 0.2   | 0.3   | 0.3   | 0.4   | 0.3   | 0.3   |       |
| 노르웨이   | 0.0   | 0.1   | 0.1   | 0.1   | 0.1   | 0.1   | 0.1   | 0.1   | 0.1   | 0.1   | 0.1   |       |
| 스웨덴     | 0.1   | 0.1   | 0.1   | 0.1   | 0.2   | 0.2   | 0.3   | 0.3   | 0.3   | 0.2   | 0.1   |       |
| 스위스     | 0.1   | 0.1   | 0.1   | 0.2   | 0.2   | 0.2   | 0.2   | 0.2   | 0.2   | 0.2   | 0.1   |       |
| 영국       | 0.3   | 0.7   | 0.9   | 1.1   | 1.4   | 2.0   | 2.5   | 2.5   | 2.0   | 1.4   | 1.0   |       |
| 포르투갈   | 0.2   | 0.2   | 0.2   | 0.2   | 0.3   | 0.3   | 0.3   | 0.3   | 0.3   | 0.2   | 0.2   |       |
| 스페인     | 1.9   | 1.5   | 1.6   | 1.5   | 1.5   | 1.2   | 1.3   | 1.1   | 1.1   | 0.9   | 0.7   |       |
| 기타       | 0.9   | 0.4   | 0.3   | 0.3   | 0.3   | 0.3   | 0.4   | 0.4   | 0.5   | 0.4   | 0.3   |       |
| 서유럽     | 10.7  | 9.5   | 13.1  | 13.3  | 13.5  | 12.8  | 14.8  | 14.6  | 12.1  | 9.2   | 6.6   |       |
| 동유럽     | 2.1   | 2.4   | 3.1   | 3.0   | 3.1   | 3.5   | 4.1   | 4.4   | 3.5   | 2.8   | 2.0   |       |
| 구소련     | 1.7   | 2.6   | 3.9   | 3.7   | 4.4   | 5.3   | 7.0   | 8.7   | 7.1   | 6.4   | 4.9   |       |
| 종합       | 14.5  | 14.5  | 20.1  | 20.0  | 21.0  | 21.6  | 25.9  | 27.7  | 22.7  | 18.4  | 13.5  | 9.8   |
| 전 세계    | 100.0 | 100.0 | 100.0 | 100.0 | 100.0 | 100.0 | 100.0 | 100.0 | 100.0 | 100.0 | 100.0 | 100.0 |

참고: 이 수치들은 유럽 국가들의 식민지 인구는 포함되지 않으며, 오로지 유럽에 속한 인구만 포함됨.

## 인구 통계

### 1950-현재 출생 및 사망 통계
| 연도 | 인구        | 출생아 수  | 사망자 수 | 자연 증감  | 인구 1000명당 | 인구 1000명당 | 인구 1000명당 | 인구 1000명당 |
| 연도 | 인구        | 출생아 수  | 사망자 수 | 자연 증감  | 출생률        | 사망률        | 자연 증감률   | 출산율        |
| ---- | ----------- | ---------- | --------- | ---------- | ------------- | ------------- | ------------- | ------------- |
| 1950 | 552,650,637 | 12,279,631 | 6,077,294 | 6,202,337  | 22.2          | 11.0          | 11.2          |               |
| 1951 | 558,223,197 | 12,169,682 | 6,325,019 | 5,844,663  | 21.8          | 11.3          | 10.5          |               |
| 1952 | 563,493,475 | 12,177,623 | 6,001,839 | 6,175,784  | 21.6          | 10.7          | 11.0          |               |
| 1953 | 569,038,338 | 11,941,894 | 6,019,718 | 5,922,176  | 21.0          | 10.6          | 10.4          |               |
| 1954 | 574,789,670 | 12,324,941 | 5,898,046 | 6,426,895  | 21.4          | 10.3          | 11.2          |               |
| 1955 | 580,851,705 | 12,212,326 | 5,799,677 | 6,412,649  | 21.0          | 10.0          | 11.0          |               |
| 1956 | 586,901,634 | 12,146,266 | 5,829,471 | 6,316,795  | 20.7          | 9.9           | 10.8          |               |
| 1957 | 592,961,193 | 12,266,984 | 5,933,392 | 6,333,592  | 20.7          | 10.0          | 10.7          |               |
| 1958 | 599,136,267 | 12,252,182 | 5,600,008 | 6,652,174  | 20.4          | 9.3           | 11.1          |               |
| 1959 | 605,348,897 | 12,265,796 | 5,761,645 | 6,504,151  | 20.3          | 9.5           | 10.7          |               |
| 1960 | 611,080,345 | 12,250,496 | 5,714,998 | 6,535,498  | 20.0          | 9.4           | 10.7          |               |
| 1961 | 617,765,543 | 12,128,282 | 5,686,453 | 6,441,829  | 19.6          | 9.2           | 10.4          |               |
| 1962 | 624,539,799 | 11,878,305 | 6,011,184 | 5,867,121  | 19.0          | 9.6           | 9.4           |               |
| 1963 | 631,178,748 | 11,815,819 | 5,990,339 | 5,825,480  | 18.7          | 9.5           | 9.2           |               |
| 1964 | 636,849,204 | 11,635,983 | 5,802,060 | 5,833,923  | 18.3          | 9.1           | 9.2           |               |
| 1965 | 642,428,289 | 11,263,795 | 6,035,103 | 5,228,692  | 17.5          | 9.4           | 8.1           |               |
| 1966 | 647,361,672 | 11,159,800 | 6,028,414 | 5,131,386  | 17.2          | 9.3           | 7.9           |               |
| 1967 | 651,746,129 | 11,143,819 | 6,178,007 | 4,965,812  | 17.1          | 9.5           | 7.6           |               |
| 1968 | 656,477,459 | 10,974,458 | 6,386,235 | 4,588,223  | 16.7          | 9.7           | 7.0           |               |
| 1969 | 660,989,825 | 10,837,646 | 6,633,586 | 4,204,060  | 16.4          | 10.0          | 6.4           |               |
| 1970 | 664,048,777 | 10,710,341 | 6,579,972 | 4,130,369  | 16.1          | 9.9           | 6.2           |               |
| 1971 | 668,951,352 | 10,813,587 | 6,644,557 | 4,169,030  | 16.2          | 9.9           | 6.2           |               |
| 1972 | 673,335,593 | 10,640,832 | 6,691,455 | 3,949,377  | 15.8          | 9.9           | 5.9           |               |
| 1973 | 677,566,692 | 10,404,644 | 6,806,797 | 3,597,847  | 15.4          | 10.0          | 5.3           |               |
| 1974 | 681,644,899 | 10,539,214 | 6,787,766 | 3,751,448  | 15.5          | 10.0          | 5.5           |               |
| 1975 | 685,723,151 | 10,386,253 | 7,034,405 | 3,351,848  | 15.1          | 10.3          | 4.9           |               |
| 1976 | 688,988,353 | 10,380,332 | 7,108,368 | 3,271,964  | 15.1          | 10.3          | 4.7           |               |
| 1977 | 692,598,706 | 10,273,774 | 7,071,683 | 3,202,091  | 14.8          | 10.2          | 4.6           |               |
| 1978 | 695,805,436 | 10,240,284 | 7,207,328 | 3,032,956  | 14.7          | 10.4          | 4.4           |               |
| 1979 | 699,351,916 | 10,250,780 | 7,294,794 | 2,955,986  | 14.7          | 10.4          | 4.2           |               |
| 1980 | 702,641,860 | 10,299,362 | 7,452,692 | 2,846,670  | 14.7          | 10.6          | 4.1           |               |
| 1981 | 705,680,147 | 10,173,633 | 7,419,189 | 2,754,444  | 14.4          | 10.5          | 3.9           |               |
| 1982 | 708,358,982 | 10,217,922 | 7,352,220 | 2,865,702  | 14.4          | 10.4          | 4.0           |               |
| 1983 | 711,003,288 | 10,281,966 | 7,568,702 | 2,713,264  | 14.5          | 10.6          | 3.8           |               |
| 1984 | 713,601,049 | 10,180,601 | 7,613,126 | 2,567,475  | 14.3          | 10.7          | 3.6           |               |
| 1985 | 716,205,711 | 10,074,137 | 7,730,412 | 2,343,725  | 14.1          | 10.8          | 3.3           |               |
| 1986 | 719,150,440 | 10,207,884 | 7,481,632 | 2,726,252  | 14.2          | 10.4          | 3.8           |               |
| 1987 | 722,244,373 | 10,148,938 | 7,469,132 | 2,679,806  | 14.1          | 10.3          | 3.7           |               |
| 1988 | 725,546,176 | 10,017,572 | 7,560,826 | 2,456,746  | 13.8          | 10.4          | 3.4           |               |
| 1989 | 728,372,277 | 9,638,871  | 7,585,513 | 2,053,358  | 13.2          | 10.4          | 2.8           |               |
| 1990 | 730,830,065 | 9,422,327  | 7,745,752 | 1,676,575  | 12.9          | 10.6          | 2.3           |               |
| 1991 | 733,009,781 | 9,023,724  | 7,873,774 | 1,149,950  | 12.3          | 10.7          | 1.6           |               |
| 1992 | 730,096,476 | 8,545,246  | 7,936,689 | 608,557    | 11.7          | 10.9          | 0.8           |               |
| 1993 | 731,078,271 | 8,080,313  | 8,416,692 | -336,379   | 11.1          | 11.5          | -0.5          |               |
| 1994 | 731,823,499 | 7,917,773  | 8,518,141 | -600,368   | 10.8          | 11.6          | -0.8          |               |
| 1995 | 732,194,921 | 7,706,917  | 8,514,506 | -807,589   | 10.5          | 11.6          | -1.1          |               |
| 1996 | 735,716,936 | 7,645,955  | 8,403,761 | -757,806   | 10.4          | 11.4          | -1.0          |               |
| 1997 | 735,626,680 | 7,532,303  | 8,270,485 | -738,182   | 10.2          | 11.2          | -1.0          |               |
| 1998 | 735,357,189 | 7,448,190  | 8,211,210 | -763,020   | 10.1          | 11.2          | -1.0          |               |
| 1999 | 735,220,223 | 7,306,598  | 8,399,803 | -1,093,205 | 9.9           | 11.4          | -1.5          |               |
| 2000 | 735,281,836 | 7,391,238  | 8,404,825 | -1,013,587 | 10.1          | 11.4          | -1.4          |               |
| 2001 | 734,479,099 | 7,311,788  | 8,376,261 | -1,064,473 | 10.0          | 11.4          | -1.4          |               |
| 2002 | 734,113,675 | 7,363,664  | 8,537,143 | -1,173,479 | 10.0          | 11.6          | -1.6          |               |
| 2003 | 734,835,737 | 7,510,105  | 8,676,316 | -1,166,211 | 10.2          | 11.8          | -1.6          |               |
| 2004 | 735,580,756 | 7,630,690  | 8,384,784 | -754,094   | 10.4          | 11.4          | -1.0          |               |
| 2005 | 736,717,375 | 7,595,806  | 8,521,892 | -926,086   | 10.3          | 11.6          | -1.3          |               |
| 2006 | 737,678,808 | 7,742,855  | 8,277,039 | -534,184   | 10.5          | 11.2          | -0.7          |               |
| 2007 | 739,615,053 | 7,953,156  | 8,245,072 | -291,916   | 10.8          | 11.2          | -0.4          |               |
| 2008 | 740,211,536 | 8,261,791  | 8,274,493 | -12,702    | 11.2          | 11.2          | 0.0           |               |
| 2009 | 741,816,205 | 8,272,129  | 8,175,408 | 96,721     | 11.2          | 11.0          | 0.1           |               |
| 2010 | 743,090,810 | 8,276,170  | 8,192,169 | 84,001     | 11.1          | 11.0          | 0.1           |               |
| 2011 | 742,829,600 | 8,125,121  | 8,011,717 | 113,404    | 10.9          | 10.8          | 0.2           |               |
| 2012 | 744,057,815 | 8,225,815  | 8,126,630 | 99,185     | 11.1          | 10.9          | 0.1           |               |
| 2013 | 745,572,312 | 8,057,803  | 8,069,336 | -11,533    | 10.8          | 10.8          | 0.0           |               |
| 2014 | 746,962,843 | 8,112,733  | 8,016,661 | 96,072     | 10.9          | 10.7          | 0.1           |               |
| 2015 | 749,227,345 | 8,006,695  | 8,263,948 | -257,253   | 10.7          | 11.0          | -0.3          |               |
| 2016 | 750,610,036 | 7,978,910  | 8,138,734 | -159,824   | 10.6          | 10.8          | -0.2          |               |
| 2017 | 751,412,637 | 7,641,610  | 8,200,819 | -559,209   | 10.2          | 10.9          | -0.7          |               |
| 2018 | 751,612,093 | 7,401,572  | 8,252,295 | -850,723   | 9.8           | 11.0          | -1.1          |               |
| 2019 |             |            |           |            |               |               |               |               |

## 유럽 각국의 인구규모
러시아의 인구가 1위로 가장 많고, 그 뒤를 독일, 프랑스가 따르고 있다. 유럽의 인구는 1990년대 초까지만 해도 러시아, 독일, 이탈리아, 영국, 프랑스의 순서였다.
2005
1. 독일 8240만 명
2. 프랑스 약 6080만
3. 영국 약 6030만
4. 이탈리아 5810만
5. 우크라이나 4742만
6. 에스파냐 4000만
7. 폴란드 3810만
8. 루마니아 2169만
9. 네덜란드 1600만

## 유럽 각국의 출산율
(2005년 기준)
유럽 각국의 출산율은 60년대 이래, 특히 90년대에 급속히 떨어졌다. 그러나 최근에는 2002년을 최저점으로 하여 출산율이 조금씩 오르고 있다.

### 북유럽 및 서유럽
대체로 1.6~1.8 수준을 유지하고 있어서, 유럽에서는 비교적 출산율이 높은 지역이다. 특히 2005년 기준으로 아이슬란드는 합계출산율이 인구대체수준인 2.1에 근접해 있으며, 아일랜드와 프랑스 또한 1.9를 상회한다.

### 중부유럽
독일어권 국가들(독일, 스위스, 오스트리아등)은 1.3~1.4 정도로 출산율이 낮은 편이다. 특히 폴란드, 체코, 헝가리 등의 과거 공산권 국가들은 체제변혁 이후 출산율이 급격히 떨어져서 현재도 합계출산율이 1.2~1.3 수준이다.

### 남유럽
스페인, 이탈리아, 그리스 등의 남유럽은 전통적으로 출산율이 높은 지역이었으나 20여 년 전부터 급격히 낮아졌다. 현재는 합계출산율이 약간 반등하여 1.25~1.4 수준이다.

### 동유럽
1980년대 말의 체제변혁 이후 출산율이 급격히 낮아져 한때 1.05~1.1 수준까지 내려간 국가도 있었으나, 경제회복과 함께 조금씩 반등하여 현재는 1.2~1.4 수준이다. 그러나 그 중에서도 라트비아, 리투아니아, 우크라이나, 벨로루시, 슬로베니아등은 1.2를 겨우 넘기는 수준이다.

## 인구가 감소 중인 나라
(2005년 기준)
- 불가리아 (-0.74%)
- 우크라이나 (2004. -0.72%)
- 리투아니아 (-0.7%)
- 조지아 (2003. -0.63%)
- 벨로루시 (2004. -0.5%)
- 라트비아 (-0.54%)
- 에스토니아 (-0.28%)
- 세르비아 몬테네그로 (2004. -0.27%)
- 루마니아 (-0.25%)
- 헝가리 (-0.21%)
- 몰도바 (2004. -0.21%)
- 폴란드 (-0.07%)
- 독일 (-0.05%)

(이민을 제외할 경우) (괄호 안은 자연증가율)
- 이탈리아 (-0.05%)
- 체코 (-0.05%)
- 슬로베니아 (-0.05%)
- 크로아티아 (-0.17%)

## 같이 보기
- 유럽

## 참고 문헌
- 유럽 통계청(eurostat) 2004 인구자료 15
- 유럽 통계청(eurostat) 2005 인구자료 01